# Кабікейми-Дольне
Кабікейми-Дольне (пол. Kabikiejmy Dolne, нім. Unter Kapkeim) — село в Польщі, у гміні Добре Място Ольштинського повіту Вармінсько-Мазурського воєводства.
Населення — 131 особа (2011).

## Демографія
Демографічна структура станом на 31 березня 2011 року:
|          | Загалом | Допрацездатний вік | Працездатний вік | Постпрацездатний вік |
| -------- | ------- | ------------------ | ---------------- | -------------------- |
| Чоловіки | 62      | 14                 | 43               | 5                    |
| Жінки    | 69      | 14                 | 42               | 13                   |
| Разом    | 131     | 28                 | 85               | 18                   |